# De dödas julotta

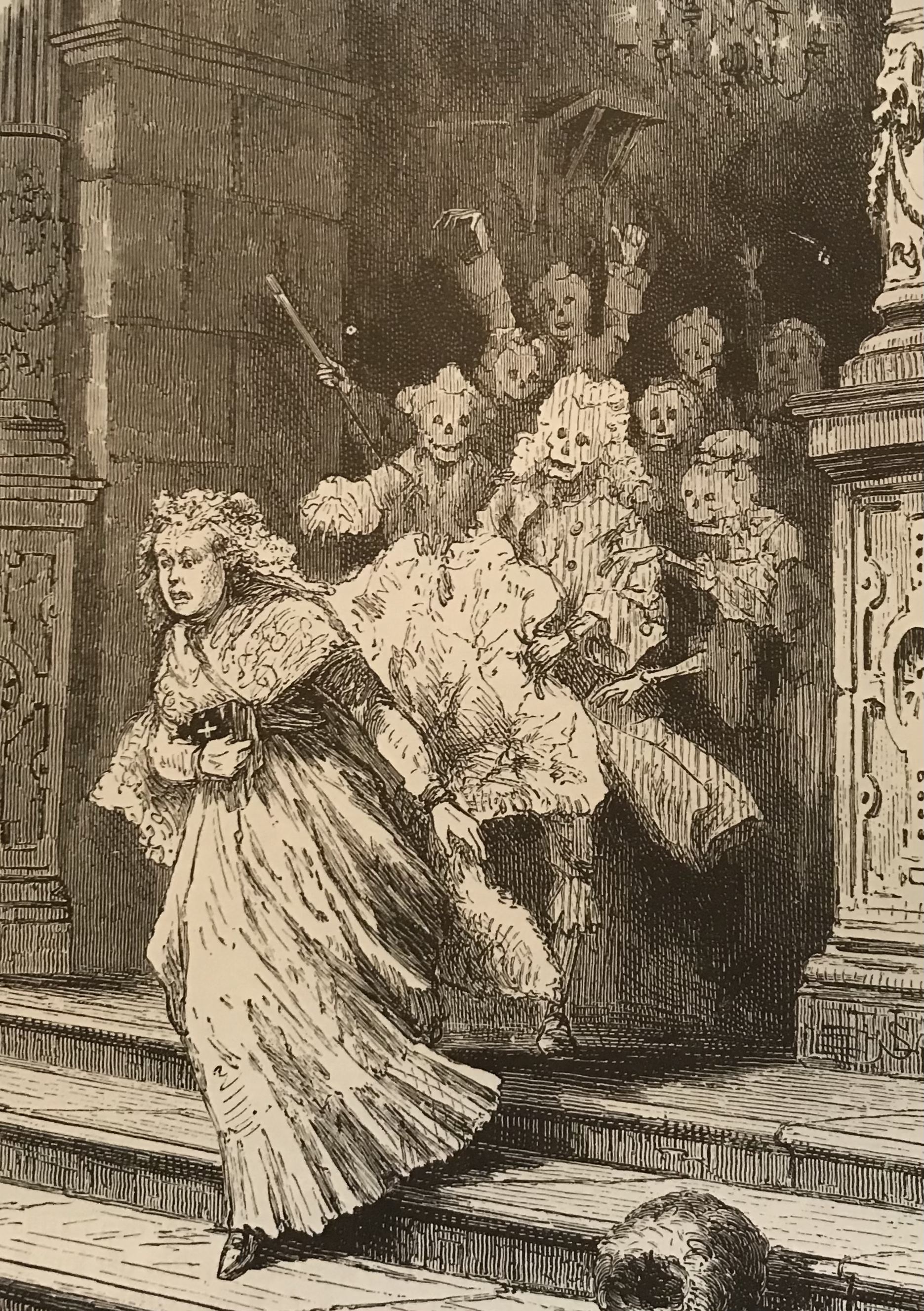
En kvinna jagas ut av en kyrka efter att ha deltagit i de dödas julotta. Illustration av Vincent Lerche.

De dödas julotta är en legend som beskriver när alla andar och spöken på kyrkogården steg upp på julnatten för att ha gudstjänst. Det var viktigt att sopa av bänkarna i kyrkan efteråt för att gravmull från spökena inte skulle hamna på kläderna. Att besöka de dödas julotta gillades inte av de döda; det finns historier om människor som vaknat för tidigt, gått till kyrkan och sedan upptäckt att alla i kyrkan har varit döda sedan länge. Dessa inkräktare jagades sedan ut och var ofta nära att stryka med.
De dödas julotta ansågs vara ett av de få tillfällen som man kunde se spöken uppträda i grupp.
Internationella varianter av historien är kända sedan 500-talet då den nedtecknades av Gregorius av Tours. I Sverige är legenden omvittnad sedan 1600-talet, men tros vara äldre än så.
I Norge nedtecknades den äldsta varianten år 1786 av prästen Hans Jacob Wille i Seljord. Mest känd är dock Peter Christen Asbjørnsens berättelse En gammeldags Juleaften publicerad i Norske Huldreeventyr og Folkesagn år 1845.